# Alçament de Baire
L'alçament de Baire, conegut com a Grito de Baire (lit. Crit de Baire) o Grito de Oriente fou un alçament simultani organitzat en unes 35 localitats cubanes -entre elles Baire, un llogaret situat a uns 75 km de Santiago de Cuba- pel líder independentista cubà José Martí el dia 24 de febrer de 1895. Diversos grups d'independentistes cubans de l'Exèrcit Llibertador de Cuba, pràcticament sense armes, van atacar tropes colonials espanyoles.
Aquest aixecament simultani va ser en general favorable per als independentistes cubans, i va marcar l'inici de la Guerra d'Independència de Cuba, en la qual José Martí tingué un rol fonamental. El 1898, Cuba es va independitzar de l'Imperi espanyol, però va caure en mans dels Estats Units d'Amèrica.

## Ubicació geogràfica
El partit de Baire és divisió administrativa històrica de la jurisdicció de Jiguaní a la Província Oriental de l'illa de Cuba.

## «Grito de Baire» o «Grito de Oriente»
No és clar per què els historiadors espanyols van triar la localitat de Baire per donar nom a l'aixecament simultani. Altres noms més adequats serien «Crit d'Ibarra», «Crit de Guantánamo» o «Crit de Manzanillo», o millor encara, "Crit d'Orient", opció preferida pels historiadors cubans com Regino Boti, Sergio Aguirre i Jorge Ibarra.
Fer de l'heroic Baire el centre aïllat o principal de l'alçament, seria desconèixer que el 24 de febrer de 1895, com a resultat d'una sàvia orientació tàctica de Martí, el que va tenir lloc va ser, encara que no en l'escala prevista i necessitada del projecte martià, un aixecament simultani, amb el qual el delegat del Partit Revolucionari Cubà aspirava a que la flama bèl·lica es calés a tota l'illa, per permetre que la Guerra Necessària tingués -com ell acostumava a dir-, la brevetat i l'eficàcia del llamp.

## Ordre d'alçament
Després del fracàs del pla de "la Fernandina", Martí proposa a Máximo Gómez no postergar l'ordre d'alçament. El 29 de gener de 1895, es reuneixen Martí amb el comandant del 68 Enrique Collazo (representant de Juan Gualberto Gómez) i el coronel el 68 José María Rodríguez Rodríguez (representant de Gómez) a Nova York, on escriuen i signen carta per a Juan Gualberto Gómez autoritzant l'alçament simultani de les regions compromeses per a la segona quinzena de febrer, i recomanen que aquest alçament sigui progressiu d'Orient a Occident, i que els arribarien expedicions amb recursos. El delegat nacional del PRC a Cuba, circula la carta per tota l'illa amb Miguel Ángel Duque.
El 7 de febrer Juan G. Gómez envia un cablegrama amb la clau "giros aceptados" ("girs acceptats") a Martí indicant l'acord final per a la guerra, i envia comissions per confirmar com a data d'alçament el 24 de febrer (diumenge festiu): comissionat Pedro Betancourt Dávalos a Las Villas on (el coronel el 68) Francisco Carrillo accepta, comissionat Juan Tranquilino Latapier a Orient on (el Major general del 68 i 79) Guillermo Moncada i (el coronel de l'68) Bartolomé Masó accepten. La Junta de l'Havana es reuní i van acordar que fos el 24 de febrer, el qual era festiu i ho van comunicar a Marti i als caps militars locals per cable i clau, és a dir, un telegrama on la clau era Martínez en un text qualsevol.

## Alçaments de les forces libertadoras

### Alçaments en l'occident i centre de Cuba
a) Pinar del Rio: No va haver-hi alçaments.
b) l'Havana: Són detinguts els principals caps de la regió, Julio Sanguily (Mayor general del 68) i José María Aguirre Valdés (Coronel del 68).
c) Matanzas:
 Diversos grups d'alçats són dissolts. Uns són morts, altres capturats i la resta fuig.
- Manuel García Ponce s'alça amb una partida i és assassinat el 24 de febrer per un traïdor. Es dissol la partida prop de la ciutat de Matanzas (on havia de unir-se a Betancourt).
- Antonio Curbelo és assassinat el 24 de febrer a l'intentar sortir de Jagüey Grande per constituir una partida.
- Antonio López Coloma i Juan Gualberto Gómez s'alcen amb una partida a la Finca Ignacia (prop d'Ibarra) el 24 de febrer, essent atacats per una columna espanyola. Coloma és fet presoner el 28. Dissolta la partida, Juan Gualberto Gómez s'acull a l'indult l'1 de març, sent posteriorment enviat presoner a Àfrica. Més endavant, el 1896, López Coloma seria afusellat pels espanyols.
- Pedro Betancourt Dávalos s'alça amb els germans Acevedo i una partida el 24 de febrer. El 28 de febrer Betancourt es va lliurar a les autoritats, essent posteriorment desterrat. Pedro Acevedo és capturat.
- José Martín Marrero s'alça amb una partida de 29 homes a Jagüey Grande el 24 de febrer. El 26 combaten a Palma Boniato, sent dispersats i obligats a refugiar-se en el Pantà de Zapata. El 3 de març es presenta a les autoritats espanyoles.
- Joaquín Pedroso s'alça al costat de Matagás, cap d'una partida de bandolers al servei de la revolució als aiguamolls, prop d'Aguada de Pasageros. El 4 de març es dissolen, Pedroso és capturat i Matagás, amb el gruix dels homes, es refugia en el pantà.

d) 
Las Villas: El 24 de febrer el coronel de l'68 Francisco Carrillo Morales és detingut a Remedios i conduït a la fortalesa de Cabañas.
e) Camagüey: els coronels del 68 Enrique Loret de Mola i Gonzalo Moreno es retiren de la conspiració. Només temps després hi va haver un grup d'alçats dirigits per Francisco Recio.
 De manera general, l'alçament a les regions occidental i central van fracassar, incloent la captura dels caps militars dels mateixos, el major general del 68 Julio Sanguily i el coronel del 68 Francisco Carrillo Morales.

### Alçaments en l'orient de Cuba
Província d'Oriente:
- El 16 de febrer de 1895 Juan Tranquilino Latapier va lliurar l'ordre d'alçament al Major General de l'68 i 79 Guillermo Montcada a Santiago de Cuba, i en tornar, la hi va lliurar al coronel el 68 Bartolomé Masó a Manzanillo.
- El major general Guillermón Montcada cap militar del PRC a Oriente li corresponia dirigir l'alçament a la regió sud-est, per la seu arrelament que tenia entre els camperols i veterans de les zones de Guantánamo i Baracoa on va operar a les guerres del 68 i 79, i per l'entusiasme que despertava en la joventut heroica de Santiago de Cuba.
- El coronel el 68 Bartolomé Masó compartia com a segon la direcció militar a l'Orient i li corresponia dirigir personalment l'alçament a la regió nord-oest, per un dels pocs supervivents de l'alçament de La Demajagua el 1868, pel seu prestigi i influència a la zona del riu Cauto.

#### Alçaments al primer cos Oriental de Cuba
El 22 de febrer el major general Guillermon Montcada rep UN telegrama per l'alçament i avisa al Tinent Coronel Pedro Agustín Pérez cap del moviment a Guantánamo, i a la resta dels caps de la regió i de la regió de Baire i Jiguaní. Montcada marxa de Santiago de Cuba cap a Alto Songo.
a)Alçament a la zona de Guantánamo:
- El tinent coronel del 79 Pedro Agustín Pérez cap del Moviment de la zona al costat del comandant del 68 Prudencio Martínez i el comandant del 68 Evaristo Lugo, es pronuncia a la Finca La Confianza, el dia 25 ocupa el fort Sabana de Coba. Havia promès a Emilio Gir, comissionat del Major General Antonio Maceo, tenir la costa lliure per a un desembarcament expedicionari amb 89 homes
- El comandant Enrique Tudela pren el fort San Nicolás en Jatibonico (barri de Caimanera) i ataca els forts d'El Toro i el de María del Pilar.

b) Alçament a Santiago de Cuba:
- El major general del 68 i del 79 Guillermon Montcada es pronuncia a La Lombriz, (Alt Songo) amb 29 homes, el tinent coronel del 68 i del 79 Quintín Bandera s'alça a Sant Luis amb 11 homes.
- El comandant Alfonso Goulet s'alça a El Cobre (Cambute) amb el Comandant del 68 Martín Torres, el capità Germán Hechavarria, el comandant José Dolores Vicente, el tinent del 68 Juan Lorente, Limbano Gutiérrez i 25 homes.
- El comandant del 68 Victoriano Garzón s'alça a El Caney amb el comandant (capità del 68) Valeriano Hierrezuelo, el capità Lorenzo González, el tinent Luis Hechavarria i 11 homes
- El comandant del 68 Luis Bonne s'alça a Ti Arriba amb 8 homes.
- El tinent coronel del 79 Benigne Firi Barbie s'alçar a Alto Songo.
- El tinent del 68 Manuel La O Jay i l'alferes Félix Cayamo s'alcen a Palma Soriano amb 15 homes.
- Coronel Matías Vega Alemany s'alça a Mayarí.
- Capità Modesto Ríos amb 14 homes.
- Capità Andrés Hernández amb 10 homes.
- Sergent Silvestre Ferrer Cuevas amb 20 homes.

#### Alçaments en el segon cos Oriental de Cuba
Juan Gualberto Gómez envia telegrames al coronel del 68 Bartolomé Masó a Manzanillo el 22 de febrer, qui va despatxar comissions:
- Nomena coronel a José Miró Argenter i li ordena revoltar la zona de Holguín i portar instruccions al coronel José Manuel Capot (a la seva finca San Diego) i avisar els germans Sartorio (zona de Holguín) amb el tinent Leonardo Alba.
- Nomena coronel a Esteban Tamayo i Tamayo (de visita a Manzanillo) i li ordena revoltar-se a Barrancas, i portar instruccions a Joaquín i Francisco Estrada.
- Envia a Juan Francisco Blanco amb instruccions al tinent coronel de 68 i del 79 Jesús Rabí en Jiguaní.

a) Alçament al Municipi de Holguín (24 de febrer): El coronel José Miró Argenter no va poder revoltar la zona i el 1r de març amb un grup d'alçats abandona Holguín cap a Cayamas de Cauto, on hi havia campament de Las Tunas.
b) Alçament al Municipi de Jiguaní (24 de febrer):
- El comandant i capità del 68, Florencio Salcedo, cap militar del PRC a la zona de Jiguaní i Baire ordena la revolta als veterans:
- El comandant del 68 i del 79 Fernando Cutiño s'alça amb tropa a Santa Cruz (Jiguaní).
- El capità del 68 José Reyes Arencibia s'alça amb tropa (Jiguaní).
- El capità del 68 Víctor Ramos i el capità del 79 Saturnino Lora s'alcen amb tropa a Baire.

El dia 25 totes aquestes forces alçades es reuneixen a Baire i en assemblea de caps i oficials nomenen al cinent coronel Carlos Suárez cap provisional i al comandant Fernando Cutiño Zamora cap de comissió amb 5 homes més per buscar al tinent coronel del 68 Jesús Rabí a Arroyo Blanco per nomenar-lo cap militar del terme de Jiguaní. Durant el viatge cap a Baire, amb el seu germà Francisco Rabí i el capità del 68 Francisco Blanco recopilen armes i recluten homes, arribant al campament dels revoltats a Cuica i traslladant-lo a La Salada. Passen a l'acció.
c) Alçament al Municipi de Bayamo (24 de febrer):
- El tinent coronel del 68 José Manuel Capote amb 40 homes s'alça a la seva finca La Estrella, acampant a San Diego a la vora del riu Bayamo (al nord de la ciutat de Bayamo).
- El comandant (capità del 68) Amador Liens Cabrera amb els seus germans Pastor i Cornelio, el capità del 68 Joaquín Espinosa i prop de 50 homes s'alça a Buey Arriba (vila de la Sierra Maestra al sud de Bueycito).
- Coronel Joaquín Estrada Estrada amb 95 o 80 homes s'alça a la seva finca El Mogote a la sabana de Valenzuela (al sud-oest de la ciutat de Bayamo). Se'ls incorpora les forces d'Ismael Estrada i el comandant (capità del 68) Amador Liens Cabrera que encapçala prop de 80 homes. El 27 fa la protesta del Mogote i es dirigeix a Yara.
- El coronel Esteban Tamayo amb 80 homes s'alça en la seva finca Vega de la Piña, a prop de Barrancas, on estableix un campament i organitza l'esquadró Hatuey.

Aquestes forces emprenen accions militars:
(27 de febrer) Combat al pantà de Jucaibama, a mig camí entre Veguitas i Bayamo: el coronel Esteban Tamayo amb 65 genets intercepten i capturen a 45 espanyols del Regiment Havana.
(28 de febrer) Presa de Veguitas: Les forces conjuntes dirigides per Esteban Tamayo, Joaquín Estrada i Juan Masó Parra, requisen prop de 150 fusells Remington i 10.000 projectils.
(5 de març) Presa de Cauto Embarcadero: Esteban Tamayo amb uns quants homes obté unes poques armes i 300 projectils.
d)Alçament al Municipi de Manzanillo (24 de febrer):
El coronel del 68 Bartolomé Masó es trasllada a la seva finca La Yaguita i celebra una reunió el 22 de febrer amb els conspiradors i dona instruccions:
- Nomena capità a Amador Guerra, qui al costat d'Enrique Céspes i tropa devien el 24 pronunciar-se a Calicito i recórrer les fàbriques recollint homes i equipament.
- A Gaspar Perea li encarrega anar a Yara a recollir homes i avisar a Juan Masó Parra.

El 24 de febrer, el coronel Bartolomé Masó fa la Proclama de la revolució i organitza la Caserna General: cap d'estat major, el coronel José Celedonio Rodríguez; cap d'escorta el capità capità Pascual Mendoza; ajudants José López Chávez, Enrique Gespes Romagoza, Manuel Torriente, etc.
- El capità Amador Guerra amb 15 homes busca armes a Calicito i ataca la guarnició de Cayo Espino. Organitza el Regiment Gua.
- Juan Masó Parra amb 80 homes s'alça a la finca Santo Tomás i pren Yara, on requisa 18 armes, municions i recluta homes. Acampa a Sabana de Loma.
- El sergent Dominador de la Guàrdia s'alça al barri Ceiba Hueca, requisa armes i recluta homes a Media Luna, Niquero i Velis.

(25 de febrer) Juan Masó Parra, Esteban Tamayo i Joaquín Estrada del municipi de Bayamo, executen una acció conjunta sobre Veguitas (municipi Bayamo).
(26 de febrer) Juan Masó Parra organitza el Regiment Luz de Yara.
(27 de febrer) El capità Amador Guerra amb un esquadró de 80 homes del Regiment Gua ocupa la caserna de Campechuela abandonat per l'enemic, ocupant 57 armes, 6 caixes de 100 bales cadascuna, i ocupa el quarter de la guàrdia civil. Acampa a Media Luna amb 200 genets.

## Ensenyament a les escoles cubanes
Des del Perfeccionament Docent de 1977, en l'ensenyament de la història a les escoles cubanes actuals se li atorga el caràcter de «aixecament simultani» als esdeveniments del 24 de febrer de 1895, sense centrar-los en una localitat determinada.